# Terras Austrais e Antárticas Francesas

Bandeira do Administrador das TAAF

As Terras Austrais e Antárticas Francesas (AO 1945: Terras Austrais e Antárcticas Francesas; Terres Australes et Antarctiques Françaises em francês), muitas vezes apresentadas apenas com a sigla TAAF, são um território de ultramar da França constituído por 5 distritos com uma área de 439 672 km²:
1. Ilhas Kerguelen (Archipel des Kerguelen), um grupo de ilhas vulcânicas no sul do Oceano Índico, no sudeste da África, aproximadamente equidistante entre a África, a Antártida e a Austrália;
2. Ilha de São Paulo e Amsterdã (Îles Saint Paul et Amsterdam), um grupo ao norte de Kerguelen;
3. Ilhas Crozet (Îles Crozet), um grupo no sul do Oceano Índico, ao sul de Madagascar;
4. Terra Adélia (Terre Adélie), a reivindicação francesa no continente da Antártida;
5. Ilhas Esparsas (Îles Éparses), um grupo disperso de ilhas ao redor da costa de Madagascar.

O território também é chamado de Terras Austrais Francesas (francês: Terres Australes Françaises) ou Territórios Franceses do Sul. Esse último nome exclui Terra Adélia, onde a soberania francesa não é amplamente reconhecida. O território não tem população civil permanente. Os residentes consistem em militares, funcionários, pesquisadores científicos e pessoal de apoio. A sede da administração das TAAF fica localizada em São Pedro, na Ilha da Reunião.

## História
Quase todas as ilhas foram descobertas e reivindicadas pela França durante o século XIX. Somente Amsterdão e João da Nova (pertencentes ao grupo das Ilhas Esparsas) foram descobertas durante o século XV pela Espanha e Portugal, e posteriormente reivindicados pela França. As ilhas São Paulo e Amsterdão, Crozet e Kerguelen foram anexadas à França em 1893. A Terra Adélia é reivindicada desde 1924. Este território é dotado de autonomia administrativa e financeira desde a lei de 6 de agosto de 1955, quando foi desanexado da então colónia de Madagáscar. Com a revisão constitucional francesa de 28 de março de 2003, passou a ser mencionado na Constituição da República Francesa, artigo 72-3.
Nenhuma das ilhas foi habitada antes da chegada dos europeus. Para facilitar sua administração, o governo francês criou as Terras Austrais e Antárticas Francesas em 1955, onde, além das ilhas, anexou o território que reivindica sobre a Antártida.
Em fevereiro de 2007, as Ilhas Esparsas, francesas desde 1897, foram desanexadas de Reunião e integradas no TAAF.

## Administração
As Terras Austrais e Antárticas Francesas são um Território Ultramarino da França desde 1955. Anteriormente, eram administrados de Paris por um administrador superior assistido por um secretário-geral; Desde dezembro de 2004, no entanto, seu administrador é um prefeito, atualmente Cécile Pozzo di Borgo. A sede da administração das TAAF fica localizada em São Pedro, na Ilha da Reunião.
O território é dividido em cinco distritos:
| Distrito                    | Capital                         | Habitantes permanentes | Superficie (km²) | ZEE (km²) |
| --------------------------- | ------------------------------- | ---------------------- | ---------------- | --------- |
| Ilhas São Paulo e Amsterdão | Martin-de-Viviès                | 29                     | 66               | 502 533   |
| Crozet                      | Alfred Faure (Port Alfred)      | 18                     | 352              | 567 475   |
| Kerguelen                   | Port-aux-Français               | 60                     | 7 215            | 563 869   |
| Terra Adélia                | Base Antártica Dumont d'Urville | 33                     | 432 000          | -         |
| Ilhas Esparsasa             | São Pedrob                      | -                      | 39               | 640 400   |
| TAAF                        | São Pedro, Reuniãoc             | 150                    | 439 672          | 2 274 277 |

a De acordo com a nova lei 2007-224, de 21 de fevereiro de 2007, as Ilhas Esparsas constituem o quinto distrito do TAAF. O website oficial das TAAF não menciona sua população. Os dados não estão incluídos nos totais.

b A estação principal das Ilhas Esparsas está em Tromelin. A sede da administração distrital está fora do território das TAAF, em São Pedro, na Ilha da Reunião.

c A principal estação do território é Martin-de-Viviès na Ilha de Amsterdã. A capital e a sede do administrador territorial está fora do território das TAAF, em São Pedro, na Ilha da Reunião.
Cada distrito é liderado por um chefe distrital, que tem poderes semelhantes aos de um prefeito francês (incluindo registrar nascimentos e mortes e ser um oficial da polícia judicial).
Como não há população permanente, não há assembleia eleita, nem o território possui representantes no parlamento nacional.

## Geografia
O território inclui a Ilha de Amsterdam, a Ilha de São Paulo, as Ilhas Crozet e as Ilhas Kerguelen, no sul do Oceano Índico, perto de 43 ° S, 67 ° E, juntamente com Terra Adélia, setor da Antártida reivindicado pela França, nomeado pelo explorador francês Jules Dumont d'Urville depois de sua esposa.
Terra Adélia (cerca de 432,000 km2 ou 167,000 milhas quadradas) e as ilhas, totalizando 7,781 km2 (3,004 milhas quadradas), não têm habitantes locais, embora em 1997 havia cerca de 100 pesquisadores cujos números variaram de inverno (julho) a verão (janeiro) .
A Ilha de Amsterdam e Ilha de São Paulo são vulcões extintos e foram delineados como a ecorregião de pastagens temperadas das Ilhas de Amsterdã e São Paulo. O ponto mais alto do território é o Monte Ross na Ilha Kerguelen a 1.850 m (6.070 pés). Existem poucas pistas de pouso nas ilhas, apenas existentes em ilhas com estações meteorológicas, e os 1,232 km (766 mi) de litoral não possuem portos ou portos, apenas ancoradouros offshore.
As ilhas do Oceano Índico são servidas pelo navio especial Marion Dufresne que sai de Le Port na ilha da Reunião. Terra Adélia é fornecido por Astrolabe saindo de Hobart, na Tasmânia.
No entanto, o território tem uma frota marítima comercial totalizando (em 1999) 5.165.713 toneladas de peso morto, incluindo sete graneleiros, cinco navios de carga, dez petroleiros químicos, nove navios porta-contentores, seis transportadores de gás liquefeito, 24 petroleiros, um navio de carga refrigerado e dez transportadores roll-on-roll-off (RORO). Esta frota é mantida como um subconjunto do registro francês que permite que os navios de propriedade francesa operem sob regulamentos mais liberais de impostos e de pessoal do que o permitido no registro francês principal. Este registro, no entanto, pretende ser substituído pelo Registro Internacional de Francês (Registre International Français, RIF).
O território contém a única massa terrestre que é antipodal para os Estados Unidos contíguos. A ponta do norte distante das Ilhas Kerguelen, perto da Baía de l'Oiseau (48.669199 ° S 69.02298 ° E), é diretamente oposta ao globo para a pequena área ao norte da Estrada 2 dos EUA entre Chester, Montana e Rudyard, Montana, e ao sul da fronteira entre o Canadá e os EUA. As Ilha de Amsterdam e Ilha de São Paulo são antipodais para duas pequenas áreas no sudeste do Colorado, perto das cidades de Lamar e Cheyenne Wells, respectivamente.

## Transporte
Só é possível se deslocar entre os distritos de barco, já que não existem pistas de pouso para as aeronaves, com a exceção da Ilha de Tromelin que possui uma pista simples. Uma pista de pouso foi construída próxima a Base Antártica Dumont d'Urville em 1980, mas por causa do alto custo financeiro e questões ambientais, a França teve que abandonar a pista em 1996.

## Economia
Os recursos naturais do território são limitados a peixes e crustáceos. A atividade econômica se limita a serviços de estações de pesquisas meteorológicas e geofísicas e frotas de pesca francesas e outras.
Os principais recursos pesqueiros são a merluza-negra e a lagosta espinhosa. Ambos são escalfados por frotas estrangeiras; Por isso, a Marinha francesa e, ocasionalmente, outros serviços patrulham a zona e prenderam caças. Tais detenções podem resultar em multas pesadas e / ou na apreensão do navio.
A França costumava vender licenças para pescarias estrangeiras para pescar a marinha patagônica; Por causa da sobrepesca, está agora restrito a um pequeno número de pescarias da Ilha da Reunião.
O território assume uma receita de cerca de €16 milhões por ano.

## Classificação como Património da Humanidade
Sob o nome "Terras e Mares Austrais Franceses", o território e mar circundante encontram-se incluídos pela UNESCO na lista do Património Mundial.

## Classificação como sítio Ramsar
O território é incluído na lista de sítios Ramsar desde 2008 sob a designação "Réserve Naturelle Nationale des Terres Australes Francaises".